# Нізоксетин
Нізоксетин (англ. Nisoxetine) (кодова назва розробки LY-94939), уперше синтезований у дослідницьких лабораторіях компанії «Lilly» на початку 1970-х років — сильний та селективний інгібітор зворотного захоплення норадреналіну у синапсах. Він не має клінічного застосування для людей, хоча спочатку досліджувався як антидепресант. Станом на 2025 рік нізоксетин широко використовується в наукових дослідженнях як стандартний селективний інгібітор зворотного захоплення норадреналіну. Він використовувався для дослідження ожиріння та енергетичного балансу, і має низку місцевих знеболювальних ефектів.
Дослідники мали намір використати мічену вуглецем форму нізоксетину для позитронно-емісійної томографії як еталон транспортера норадреналіну, проте без успіху. Однак, імовірно, що мічений тритієм нізоксетин (3H-нізоксетин, 3H-NIS) є корисним радіолігандом для мічення сайтів поглинання норадреналіну in vitro, які нізоксетин та інші антагоністи транспортера норадреналіну здатні інгібувати.

## Історія
Під час розробки лікування депресії висловлено припущення, що речовини, які можуть посилити передачу норадреналіну, такі як трициклічні антидепресанти, можуть зменшити симптоми клінічної депресії. Витоки нізоксетину можна знайти у відкритті флуоксетину («Прозак», «Lilly»). У 1970-х роках Браян Б. Моллой (хімік-медик) і Роберт Ратбун (фармаколог) розпочали співпрацю з пошуку потенційних антидепресантів, які зберігали б терапевтичну активність трициклічних антиантидепресантів без небажаної кардіотоксичності та антихолінергічних властивостей. Було виявлено, що антигістамінний препарат дифенгідрамін пригнічує поглинання моноамінів на додаток до антагонізму щодо рецепторів гістаміну, і це пригнічення поглинання моноамінів стало потенційним застосуванням для лікування депресії. У результаті Моллой разом із колегами Шмігалем і Хаузером синтезували представників групи феноксифенілпропіламіну як аналогів димедролу.
Річард Каттау в лабораторії «Rathbun» дослідив нещодавно створені препарати з групи феноксифенілпропіламіну на їх здатність усунути спричинену апоморфіном гіпотермію у мишей, тест, у якому трициклічні антидепресанти були активними антагоністами. Каттау виявив, що один із представників серії, LY94939 (нізоксетин), був таким же сильним і ефективним, як і трициклічні антидепресанти, в усуненні гіпотермії в мишей. Нізоксетин виявився таким же потужним, як і дезипрамін, щодо інгібування захоплення норадреналіну в синаптосомах головного мозку, не діючи як сильний інгібітор захоплення серотоніну або дофаміну.
У 1976 році проводилися доклінічні дослідження на людях для оцінки безпеки та можливого механізму дії нізоксетину. У дозах, здатних блокувати поглинання норадреналіну та тираміну в нервових закінченнях, нізоксетин не викликав жодних істотних побічних ефектів. Аномальних ефектів на ЕКГ також не спостерігалося, що вказувало на те, що це відносно безпечна сполука.
Пізніше, однак, дослідники розглянули шляхи, за допомогою яких тонкі хімічні відмінності в серії феноксифенілпропіламіну можуть вибірково інгібувати поглинання серотоніну, що врешті призвело до синтезу 4-трифторметилового аналога нізоксетину, флуоксетину. Нізоксетин ніколи не продавався як лікарський засіб через більший інтерес до розробки флуоксетину, селективного інгібітора зворотного захоплення серотоніну.

## Дослідження

### Ожиріння
Численні дані свідчать про те, що шляхом зміни катехоламінергічної сигналізації (клітинний зв'язок через норадреналін і дофамін) споживання їжі та вага тіла впливатимуть через класичні гіпоталамічні системи, які беруть участь у регуляції енергетичного балансу. Антидепресанти, такі як атиповий антидепресант бупропіон, також можуть спричиняти втрату ваги через їхню здатність збільшувати позаклітинний дофамін і норадреналін шляхом інгібування їх поглинання. Інші дослідження були зосереджені на взаємодії серотоніну та норадреналіну, що призвело до появи інгібіторів зворотного захоплення серотоніну та норадреналіну як препаратів проти ожиріння.
Основним датчиком периферичних сигналів переднього мозку, який передає інформацію про доступність енергії та накопичення, є дугоподібне ядро гіпоталамуса, яке містить два типи клітин, які протилежно впливають на енергетичний баланс. Ці два типи клітин — клітини, що експресують нейропептид Y, які спричинюють гіперфагію та збереження енергії, і клітини, що експресують проопіомеланокортин, які пов'язані з гіпофагією та підвищеними витратами енергії. Нейропептид Y і норадреналін локалізуються в окремих нейронах мозку та периферії. Інгібітор зворотного захоплення норадреналіну, такий як нізоксетин, потенційно може спричинювати анорексію через зниження активності клітин, які експресують нейропептид Y і норадреналін.
У худих мишей і мишей із ожирінням селективне та комбіноване інгібування зворотного захоплення норадреналіну та дофаміну зменшує споживання їжі та масу тіла. Проте селективні інгібітори зворотного захоплення норадреналіну та дофаміну (нізоксетин і речовина під кодовою назвою GBR12783 відповідно) не впливають на споживання їжі мишами. Однак при комбінованому застосуванні відбувається глибоке пригнічення споживання їжі. Це демонструє синергетичну взаємодію між дофаміном і норадреналіном у контролі травної поведінки, подібну до дії інгібіторів зворотного захоплення серотоніну та норадреналіну. Той факт, що нізоксетин сам по собі не впливає на споживання їжі, свідчить про те, що одного норадреналіну недостатньо, щоб вплинути на годування, або що заблоковане зворотне захоплення норадреналіну нізоксетином діє не в тому місці. На відміну від нізоксетину, його сірковмісний аналог тіонізоксетин зменшує споживання їжі гризунами та є більш перспективним засобом лікування ожиріння та харчових розладів.

### Аналгетичні ефекти
Важливою дією місцевих анестетиків є блокада натрієвих каналів. Таким чином, місцеві анестетики здатні забезпечувати інфільтративну шкірну аналгезію, периферичні нервові блокади, а також спінальну/епідуральну анестезію. Завдяки ефекту нізоксетину, який блокує натрієві канали, також можливо, що він також може мати місцеву анестетичну дію. Нізоксетин здатний пригнічувати спричинене нікотином підвищення рівня норадреналіну в гіпокампі залежно від дози шляхом впливу на функціонування нікотинових ацетилхолінових рецепторів. Він також здатний пригнічувати спричинені тетродотоксином чутливі внутрішні потоки натрію у верхніх шийних гангліях щурів.
Нізоксетин спричинює місцеву (шкірну), але не системну аналгезію. Порівняно зі звичайним анестетикомлідокаїном, нізоксетин є сильнішим (у 4 рази), і виявляє більш тривалу дію препарату на створення шкірної анестезії. Рецептори NMDA не беруть участь у цьому місцевому анестезуючому ефекті. Однак незрозуміло, чи може нізоксетин спричинювати токсичність нейронів або підшкірних тканин, що все ще потребує дослідження в майбутньому.

### 3Н-нізоксетин
Через недоліки раніше доступних радіолігандів для сайтів захоплення норадреналіну дослідникам потрібно було знайти кращий ліганд для вимірювання сайтів зворотного захоплення норадреналіну. Ці недоліки також означали, що сайти поглинання норадреналіну в мозку були менш вивчені, ніж сайти поглинання серотоніну. Попередні радіоліганди для сайтів поглинання норадреналіну, 3H-дезипрамін і 3H-мазиндол, не мали властивостей специфічного та селективного зв'язування з сайтами норадреналіну.
З іншого боку, 3H-нізоксетин є потужним і селективним інгібітором поглинання норадреналіну, і використовується як селективний маркер транспортера норадреналіну. Більшість досліджень з використанням 3H-нізоксетину проводяться на моделі щурів, і небагато з них проводилися на людях. 3H-нізоксетин можна використовувати для картографування анатомічних ділянок, пов'язаних із поглинанням норадреналіну, за допомогою техніки кількісної авторадіографії, де схема зв'язування 3H-нізоксетину узгоджується зі структурою активації норадреналіну. Дослідження уражень також підтверджують зв'язок 3H-нізоксетину з пресинаптичними терміналами норадреналіну.
3H-нізоксетин зв'язується з високою спорідненістю (Kd = 0,7 нМ) і селективністю з гомогенною популяцією ділянок, пов'язаних із захопленням норадреналіну в мозку щурів. Специфічне зв'язування 3H-нізоксетину збільшується зі збільшенням концентрації натрію, і зв'язування 3H-нізоксетину ледве виявляється за відсутності натрію. Зв'язування 3H-нізоксетину залежить від натрію, оскільки іони натрію необхідні для поглинання нейронами норадреналіну. Це зв'язування також чутливе до тепла, де нагрівання мембран кори головного мозку щурів зменшує кількість специфічного зв'язування. Нізоксетин (Ki = 0,7 + 0,02 нМ), а також інші сполуки, які мають високу спорідненість до сайтів поглинання норадреналіну (дезипрамін, мазиндол, мапротилін), діють як потужні інгібітори зв'язування 3H-нізоксетину з кортикальними мембранами щурів.
У людей 3H-нізоксетин використовується для вимірювання місць поглинання у блакитній плямі, джерелі аксонів норадреналіну, що було в центрі уваги досліджень через повідомлення про втрату клітин у цій області, що відбувається зі старінням у людей. Зниження зв'язування 3H-нізоксетину відображає втрату клітин.

### Зображення транспортера норадреналіну за допомогою ПЕТ
Дослідники мали намір отримати зображення системи транспортера норадреналіну за допомогою позитронно-емісійної томографії. Можливі ліганди, які будуть використовуватися для цієї методології, повинні володіти високою спорідненістю та селективністю, високим рівнем проникнення в мозок, відповідною ліпофільністю, достатньою стабільністю в плазмі, а також високою вільною фракцією в плазмі. 11C-мічений нізоксетин, синтезований Хака і Кілборном, був одним із можливих кандидатів, який досліджувався для використання як потенційного маркера позитронно-емісійної томографії. Однак in vivo 11C-мічений нізоксетин виявляє неспецифічне зв'язування, отже, обмежує його ефективність як можливого ліганду для позитронно-емісійної томографії.

## Фармакологічні властивості
Нізоксетин є потужним і селективним інгібітором захоплення норадреналіну, і він приблизно в 1000 разів сильніше блокує захоплення норадреналіну, ніж серотоніну. Він у 400 разів сильніше блокує поглинання норадреналіну, ніж дофаміну. R-ізомер нізоксетину має в 20 разів більшу спорідненість до транспортера норадреналіну, ніж його S-ізомер. Нізоксетин має невелику спорідненість або зовсім не має спорідненості з рецепторами нейромедіаторів. Ki транспортера норадреналіну для нізоксетину, як правило, становить 0,8 нМ.
У доклінічному дослідженні, під час якого нізоксетин приймали добровольці, середня концентрація в плазмі крові після одноразової дози становила 0,028 мкг/мл, а після п'ятнадцятої дози — 0,049 мкг/мл. Зв'язування нізоксетину насичується в людському плацентарному транспортері норадреналіну, зі значеннями специфічного зв'язування, що становлять 13,8 + 0,4 нМ для Kd і 5,1 + 0,1 пмоль/мг білка для Bmax. Натрій і хлорид посилюють зв'язування нісоксетину шляхом збільшення спорідненості сайту зв'язування з його лігандом, де значення Kd збільшуються в міру концентрації зниження хлориду, Bmax не змінюється.
Активність 3H-нізоксетину на гомогенатах кори головного мозку у мишей демонструє Kd 0,80 + 0,11 нМ і Bmax + 12 фмоль/мг білка. Щільність зв'язування, як правило, пов'язана з областями мозку, які демонструють рівні норадреналіну, де найвищий специфічний 3H-нізоксетин зв'язується в стовбурі мозку (LC) і таламусі. Специфічне зв'язування 3H-нізоксетину залежить від катіонів натрію, де специфічне та загальне зв'язування підвищується зі збільшенням концентрації натрію (Tejani-Butt et al., 1990). Це зв'язування відбувається з високою спорідненістю до одного класу сайтів, які мають подібні фармакологічні характеристики сайту поглинання норадреналіну.
Нізоксетин та інші інгібітори сайтів захоплення норадреналіну здатні інгібувати зв'язування 3H-нізоксетину. Коли щурам внутрішньовенно вводять нізоксетин, і вимірюють зв'язування 3H-нізоксетину, повідомляється, що Ki нісоксетину становить 0,8+0,1 нМ для концентрацій до 1 мкМ.

## Побічні ефекти
Норадреналін разом з дофаміном та/або іншими інгібіторами зворотного захоплення серотоніну часто призначають для лікування розладів настрою і, як правило, добре переносяться.
У 1970-х роках проводилися доклінічні дослідження на людях із застосуванням нізоксетину, і вивчалися побічні ефекти препарату. Дози в діапазоні від 1 мг до 50 мг не призводять до будь-яких змін базових значень у гематологічних тестах, звичайних біохімічних аналізах крові або параметрах коагуляції. Більші дози викликають деякі побічні ефекти, але зміни на ЕКГ не спостерігаються в будь-яких дозах. Ін'єкції тираміну людям під час прийому нізоксетину призводять до зниження чутливості до тираміну із збільшенням тривалості введення нізоксетину. Іншим ефектом прийому нізоксетину є те, що суб'єктам потрібні набагато менші дози норадреналіну, щоб отримати такі самі реакції артеріального тиску, як тим, хто отримує плацебо. Іншими словами, суб'єкти виявляють підвищену чутливість до норадреналіну після введення нізоксетину. Доклінічні дослідження показали, що препарат у перевірених дозах безпечний для використання людьми.

## Хімічні властивості
Нізоксетин є рацемічною сполукою з двома ізомерами.
Трициклічні (трьохкільцеві) структури можна знайти в багатьох різних лікарських засобах, і вони для хіміків-медиків дозволяють обмежити конформаційну рухливість двох фенільних кілець, приєднаних до спільного атома вуглецю або гетероциклічних (з іншим атомом, не вуглецю). Невеликі молекулярні зміни, такі як замінники або гнучкість кільця, можуть спричинити зміни у фармакологічних і фізико-хімічних властивостях препарату. Механізм дії феноксифенілпропіамінів можна пояснити критичною роллю типу та положення заміщення циклу. Незаміщена молекула є слабким інгібітором зворотного захоплення серотоніну. Сполука, яка має високу силу і селективність для блокування зворотного захоплення норадреналіну, є результатом 2-заміщень у феноксикільці.